# Смисълът на любовта (Соловьов)
„Смисълът на любовта“ (на руски: Смысл любви) е философско произведение на руския философ Владимир Соловьов. То е писано от 1892 г. до 1894 г. и се състои от 5 статии, публикувани в различни списания.

## Отзиви
„В историята на световната философия аз познавам само две велики учения за пола и любовта: на Платон и на Вл. Соловьов. „Пир“ на Платон и „Смисълът на любовта“ на Вл. Соловьов – това са най-дълбоките, най-проникновените текстове на тази тема, каквито са писани от земни същества.“